# Mikhaïl Surkov
Mikhaïl Ílitx Surkov (rus: Михаил Ильич Сурков; 1921 — 1953) fou un franctirador soviètic de la 4a Divisió de Fusellers de l'Exèrcit Roig durant la Segona Guerra Mundial. És considerat el millor franctirador soviètic de la Gran Guerra Patriòtica. El nombre total d'enemics abatuts, segons fonts soviètiques, és de 702.

## Biografia
Abans de la guerra, vivia al poble de Bolxaia Salir, situat al krai de Krasnoiarsk. Era un caçador de la taigà.
Enrolat a l'Exèrcit Roig des del 1941, la 4a Divisió de Fusellers, on estava destinat, va passar a formar part del 12è Exèrcit que defensava el front de Liman - Debàltseve, a l'oest de Voroixílovgrad. Al desembre de 1941, el front s'estabilitzà. En la defensa es va iniciar el moviment de franctiradors, que a l'hivern de 1941/42 es va desenvolupar àmpliament en tots els fronts. A principis de març, hi havia 117 franctiradors en la divisió. Durant el seu temps en la defensa, van abatre més de mil nazis. L'experiència dels franctiradors va ser àmpliament utilitzada en la propaganda.
Després del començament de l'ofensiva alemanya a l'estiu de 1942 i la pèrdua de Rostov del Don al juliol, el front meridional es va dissoldre. La 4a Divisió fou transferida al Front del Caucas Nord. Al començament de la tardor, es va produir una reducció en nombre d'efectius al regiment, i el 28 de novembre de 1942 aquest es va dissoldre. A finals de 1942, Mikhaïl Surkov va ser transferit al 1341è regiment de fusellers de la 319a divisió de fusellers.
El 1943, després de la 7a ferida, Mikhaïl Surkov va ser enviat a l'hospital, des d'on va haver de tornar a la seva pàtria, fins al poble de Bolxaia Salir, on els seus conciutadans el van triar president del soviet del poble. Va morir el 1953.

## Controvèrsia sobre el nombre de morts
Surkov es va presentar pel títol d'Heroi de la Unió Soviètica, però mai no el va rebre, tot i que cap dels nombrosos franctiradors (Herois de la Unió Soviètica) va aconseguir un resultat tan semblant al seu.
Alguns historiadors occidentals qüestionen aquesta xifra, i creuen que va ser fabricada per la propaganda sovièticaper assolir el resultat del franctirador finlandès Simo Häyhä, que fou aconseguit durant la guerra sovièticofinlandesa de 1939-1940.
La informació sobre el relat militar de Mikhaïl Surkov en 702 feixistes va començar a aparèixer a la premsa de l'Exèrcit Roig ja a finals d'octubre de 1942. Com s'indica a la llista d'adjudicacions del títol d'Heroi de la Unió Soviètica, el seu compte de batalla per al mes de juliol de 1942 era de 220 enemics. Així, durant l'estiu i tardor de 1942, en les condicions d'una retirada de 300 km de Voroxílovgrad a Rostov del Don i al nord del Caucas, el franctirador va abatre una mitjana de 160 enemics al mes. Anteriorment en la presentació a l'Orde de l'Estrella Roja (guardonat amb la Medalla d'Honor), el comandant del regiment va esmentar una resultat de 15 enemics el 3 de març de 1942. Va rebre l'últim guardó per haver abatut 7 nazis amb foc de franctirador, i 3 nazis més amb la seva pròpia daga, però aquests no s'inclouen en el recompte final del franctirador.
Quan el nombre de nazis morts per va arribar va arribar a 701, dos càmeres van anar amb ell a la següent "cacera" contra els franctiradors enemics.
| « | "Aquest és un assumpte difícil: el franctirador només es troba quan dispara, en altres ocasions és gairebé impossible de detectar-lo. Per tant, calia cridar l'enemic perquè disparés un tret. Mikhaïl va tallar una carabassa al jardí, va posar-hi un casc al capdamunt, i la va enganxar sobre el parapet de la falsa trinxera, a uns 400 metres dels alemanys. Des del costat de l'enemic, aquesta carabassa amb un casc es "llegia" com el cap d'un soldat. Després, Surkov s'arrossegà cap a una altra trinxera, a uns 40 metres de la falsa, disparà un tret i observà. Aviat van començar a disparar a la carbassa: primer van disparar i després van llançar un morter. Durant el tiroteig, Mikhaïl va trobar el franctirador enemic. Aquest dia, va matar el seu 702è enemic". | » |